# Ann Hasseltine Judson

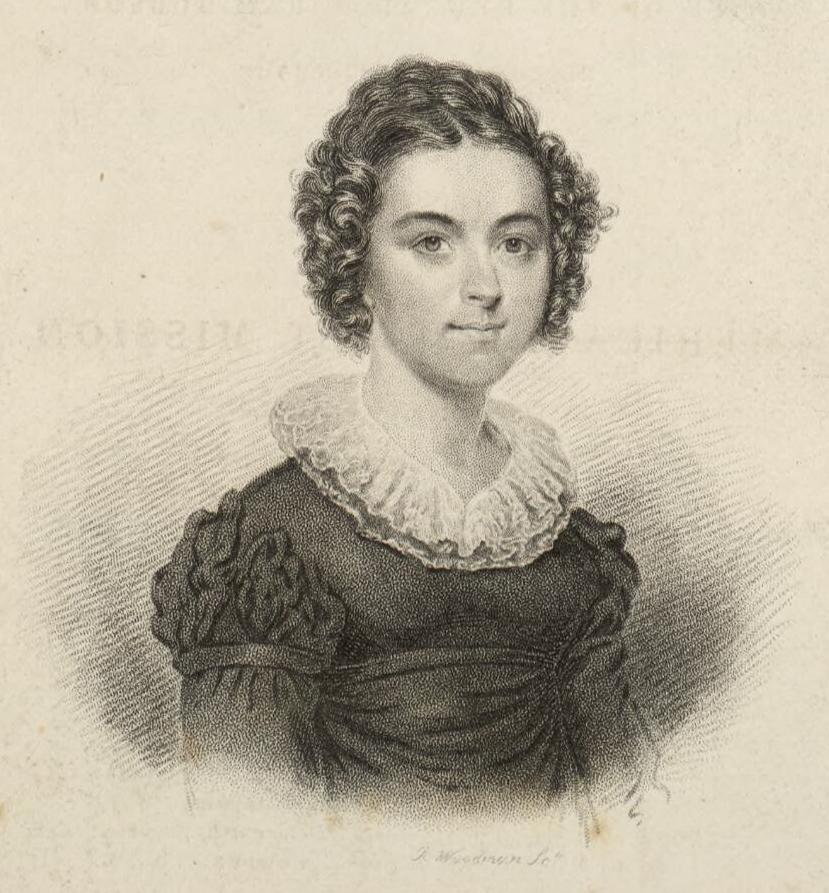
Ann Hasseltine Judson

Ann Hasseltine Judson (* 22. Dezember 1789 in Bradford, Essex County (Massachusetts); † 24. Oktober 1826 in Kyaikkami, Niederburma) war eine US-amerikanische Lehrerin und Missionarin. Sie war eine der ersten US-amerikanischen Missionarinnen im Ausland.

## Leben
Ann Hasseltine Judson besuchte die Bradford Academy in Massachusetts. Dort las sie unter dem Eindruck der Erweckungsbewegung das von der britischen Schriftstellerin Hannah More verfasste Buch Scriptures on the Modern System of Female Education, das sie zu ihrer Berufswahl inspirierte. In Bradford war sie bis zu ihrer Heirat Lehrerin. Ihr Vater, John Hasseltine, war ein Diakon der Kirche, an der eine Versammlung zur Gründung des American Board of Commissioners for Foreign Missions stattfand. Ihrer Schwester zufolge ist Ann dabei ihrem zukünftigen Ehemann Adoniram Judson das erste Mal begegnet.
1812 heiratete sie Adoniram. Zwei Wochen später begaben sie sich auf ihre erste Mission nach Indien. Im darauffolgenden Jahr zogen sie nach Burma.
Sie hatte zwei Kinder. Ihr erstes Kind Roger starb 1815 noch im Säuglingsalter. Ihr zweites Kind Maria starb sechs Monate nach Anns Tod. Während sie in Burma waren, war die erste Aufgabe des Paares, die Sprache der Einheimischen zu lernen. Darauf folgten missionarische Einsätze, eine erste erfolgreiche Konversion erfolgte 1819. Aufgrund von Leberbeschwerden kehrte Ann 1822–1823 in die USA zurück.
Im Ersten Anglo-Birmanischen Krieg (1824–26) wurde ihr Ehemann aufgrund des Verdachts, ein englischer Spion zu sein, gefangengehalten. Ann zog dabei in eine Hütte außerhalb des Gefängnisses, um ihren Mann zu unterstützen. Sie setzte sich monatelang erfolglos dafür ein, die Behörden zur Freilassung ihres Mannes und seiner Mitinsassen zu bewegen. Sie schickte den Gefängnisinsassen auch Nahrung und Schlafmatten. Während dieser Zeit schrieb Ann Geschichten über das Leben als Missionarin und die Probleme der Einheimischen. Unter anderem schrieb sie über Kinderheirat, die Tötung weiblicher Kinder und die Strapazen der burmesischen Frauen, die keine Rechte außer denen hatten, die ihnen ihre Männer einräumten. Anns Gesundheit verschlechterte sich währenddessen; vermutlich aufgrund der anstrengenden Reisen und schwierigen Lebensbedingungen, die sie ertragen musste. Gleichzeitig hatte sie sich auch um ihr neugeborenes Kind zu kümmern. Nach der Freilassung ihres Mannes blieben beide in Burma, um ihre Arbeit fortzuführen. Ann starb 1826 in Kyaikkami, Niederburma, an den Pocken. Ihre letzten Worte soll sie in burmesischer Sprache gesagt haben.
Sie schrieb einen Katechismus auf Burmesisch und übersetzte auch die Bücher Daniel und Jona in diese Sprache. Sie war 1819 die erste Protestantin, die ein Evangelium (das nach Matthäus) ins Thailändische übersetzte.
Ihre Briefe nach Hause wurden in Zeitschriften wie dem American Baptists Magazine veröffentlicht, wodurch sie und ihr Mann in Amerika bekannt wurden. Ihre Arbeit und ihre Schriften machten die Rolle der „Missionarsgattin“ im Amerika des 19. Jahrhunderts zu einem anerkannten Beruf. Mindestens 16 Biografien von Judson wurden veröffentlicht. Von der bekanntesten davon wurde zwischen 1830 und 1856 fast jährlich eine neue Ausgabe veröffentlicht. Die Unitarierin Lydia Maria Child bezeichnete es als „ein Buch, das so allgemein bekannt ist, dass es nur knapp erwähnt werden muss.“

## Ehrungen
- Das Judson College, ein College für baptistische Frauen in Marion, Perry County (Alabama), wurde nach ihr benannt.
- Das Judson Research Centre in Yangoon, der Hauptstadt Myanmars, ist  ein ökumenisch-theologisches Forschungsinstitut[8]

## Schriften
- A Particular Relation of the American Baptist Mission to the Burman Empire, 1823 (Eine Burmesische Missions- und Kulturgeschichte)